# Aawatif Hayar
Aawatif Hayar, est une professeure d'université et femme politique marocaine, ancienne Présidente de l'université Hassan II de Casablanca
De 2021 à 2024, elle est ministre de la Solidarité, de l’Insertion sociale et de la Famille.

## Biographie

### Origines et études
Aawatif Hayar est Docteure en traitement du signal et télécommunications de l’Institut national polytechnique de Toulouse, elle est aussi la première Marocaine à obtenir l'agrégation en génie électrique de l’École normale supérieure Cachan en 1992.

### Présidente d'Université
Elle est la deuxième femme dans l’histoire du Maroc à être nommée au poste de présidente d’université en 2019, après Rahma Bourqia, qui fut nommée à la tête de l’université de Mohammedia en 2002.
Elle est membre senior de l'IEEE, présidente du projet Casablanca IEEE Core Smart City, cofondatrice d'E-madina. Elle a été sélectionnée en 2015 par l'African Innovation Foundation comme l'une des 10 meilleures femmes innovantes en Afrique. Elle est coordinatrice de Solar Decathlon Africa project E-co Dat et dirige des projets de R&D dans les domaines des villes intelligentes avec la ville de Casablanca, IRESEN, CNRST, Lydec, GIZ et la Fondation HBS.

### Ministre
Elle est nommée en octobre 2021  Ministre de la Solidarité, de l’Insertion sociale et de la Famille au sein du gouvernement de Aziz Akhannouch.

## Publications

### Ouvrages
- Primary outage-based resource allocation strategies, chapitre in Cognitive Radio Systems, Intech, 10 novembre 2012, éd. Samuel Cheng,  (ISBN 978-953-307-643-0), Zayen, Bassem ; Hayar, Aawatif[6].
- UMTS-TDD Chapter 4 in the book: Les systèmes radiomobiles reconfigurables (Traité IC2)- Guillaume Vivier (ed), Hermes, 2005  (ISBN 2746211270), Bonnet, Christian;Callewaert, Hervé;Gauthier, Lionel;Knopp, Raymond;Mayani, Pascal; Hayar, Aawatif ;Nussbaum, Dominique; Wetterwald, Michelle[7].

### Articles
- « Machine learning to support smart city initiatives », Journal of Tianjin University Science and Technology,  (ISSN 0493-2137), Vol : 54 Issue : 08:2021, A. Founoun ; M. Alaoui ; A. Hayar ; A. Haqiq[8]
- « Energy and congestion management algorithms of small cells in the cloud RAN (C-RAN) », Journal of Computing Science and Engineering, vol. 13, no 1,‎ 2019, p. 7 (lire en ligne)
- « Chaotic Compressive Spectrum Sensing Based on Chebyshev Map for Cognitive Radio Networks », mars 2021, Symmetry 13 (429)[9]
- « Features detection based blind handover using kullback leibler distance for 5G HetNets systems », IAES International Journal of Artificial Intelligence, vol. 9, No. 2, juin 2020, p. 193-202[10]